# МЭЛЗ (футбольный клуб)
МЭЛЗ (Московский электроламповый завод) — советский футбольный клуб из Москвы.

## История
Клуб основан 1930 году на Московском электроламповом заводе (МЭЛЗ) под наименованием «Электрозавод» (Москва) и принял участие в низших дивизионах осеннего первенства Москвы в 1930 году. Также принимал участие в первенстве Москвы в 1931 (весна), 1932 (весна), 1932 (осень), 1933 (весна), 1934 (весна), 1934 (осень). В 1935 году (весна и осень) клуб участвовал в чемпионате Москвы среди команд Класса «А», лучшее достижение клуба — 4-е место в 1935 (весна) году. Чемпион первенства ВЦСПС (ІІ всесоюзная Спартакиада профсоюзов) 1935 года. В 1936 году команда передана в созданное добровольное спортивное общество профсоюза рабочих электромашиностроительной промышленности «Сталинец» и переименована в «Сталинец» (Москва). Дебютант чемпионата СССР по футболу 1936 (весна) года в Группе «Б». В 1938 году команда была включена в розыгрыш Чемпионата СССР в группе «А» (заняла 16 место). В 1939 году после неудачного выступления в Кубке СССР и группе «Б» больше на всесоюзном уровне не выступал. С 1958 по 1991 годы клуб назывался МЭЛЗ (Московский электроламповый завод) и принимал участие в чемпионате и розыгрыше Кубка Москвы.

## Названия
- «Электрозавод»[5] — с 1930 по 1935 годы;
- «Сталинец» — с 1936 по 1939 годы;
- МЭЛЗ (Московский электроламповый завод) — с 1958 года.

## Достижения
- В высшей лиге — 16 место (1938 год группа «А»).
- В кубке СССР — поражение в 1/16 финала (1937, 1938, 1939).
- В первенстве ВЦСПС — победа (1935).

## Результаты выступлений
| Дивизион, в котором играл клуб | № чемпионата | Клуб/ название дивизиона на момент проведения чемпионата | место/к/во участников | И  | В  | Н  | П  | М       | О  |
|                                |              | «Сталинец» (Москва)                                      |                       |    |    |    |    |         |    |
| Первая                         | 1            | Группа «Б» 1936 год (весна)                              | 4/7                   | 6  | 1  | 4  | 1  | 8 — 9   | 12 |
| Первая                         | 2            | Группа «Б» 1936 год (осень)                              | 3/8                   | 7  | 4  | 1  | 2  | 13 — 10 | 16 |
| Первая                         | 3            | Группа «Б» 1937 год                                      | 5/7                   | 12 | 5  | 3  | 4  | 16 — 17 | 25 |
| Высшая                         | 4            | Группа «А» 1938 год                                      | 16/26                 | 25 | 8  | 5  | 12 | 36 — 44 | 21 |
| Первая                         | 5            | Группа «Б» 1939 год                                      | 17/23                 | 22 | 6  | 6  | 10 | 32 — 42 | 18 |
| Высшая общая                   |              |                                                          | 1 (Участие)           | 25 | 8  | 5  | 12 | 36-44   | 21 |
| Первая общая                   |              |                                                          | 4                     | 47 | 16 | 14 | 17 | 69-78   | 71 |
| ИТОГО общая                    |              |                                                          | 5                     | 72 | 24 | 19 | 29 | 105-122 | 92 |

## Известные тренеры
- Фивебр, Антонин.

## Известные игроки
- Антоневич, Михаил Моисеевич — Заслуженный мастер спорта СССР (1950).
- Глебов, Николай Яковлевич
- Гранаткин Валентин Александрович — член сборной СССР по футболу.
- Карелин Виктор Ильич — в 1965—1968 тренер ФК «Тюмень».
- Митронов, Иван Илларионович.
- Проворнов, Василий Севастьянович.
- Путилин, Гавриил Григорьевич.
- Пчеликов, Павел Никитович — член сборной СССР по футболу.
- Соколов, Алексей Геннадьевич.
- Тарасов, Николай Никифорович — Министр легкой промышленности СССР (1965—85 гг.)